# 孔硕
孔硕（？—？），孔子三十代孙，孔灵龟之子，北魏治书侍御史、南台丞。孔硕之子孔安是孔颖达的父亲。